# داوید یوراسک
داوید یوراسک (چکی: David Jurásek؛ زادهٔ ۷ اوت ۲۰۰۰) بازیکن فوتبال اهل جمهوری چک است.
وی همچنین در تیم‌های ملی فوتبال زیر ۲۱ سال جمهوری چک، و جمهوری چک بازی کرده است.